# Josef Fendt
Josef Fendt (Berchtesgaden, 6 ottobre 1947) è un ex slittinista tedesco occidentale.
Dopo la riunificazione della Germania (1990), acquisì la cittadinanza tedesca. Dal 1994 al 2020 è stato il Presidente della Federazione Internazionale Slittino.
È fratello di Andrea, a sua volta ex slittinista di alto livello.

## Biografia
Gareggiò esclusivamente nel singolo. Prese parte a due edizioni dei Giochi olimpici invernali: a Sapporo 1972 giunse sesto e ad Innsbruck 1976 conquistò la medaglia d'argento.
Ai campionati mondiali ottenne due medaglie d'oro, a Königssee 1970 ed a Königssee 1974. Nelle rassegne continentali vinse una medaglia d'argento a Königssee 1973.
Ritiratosi dalle competizioni dopo i Giochi di Innsbruck 1976, iniziò a lavorare per la Federazione Internazionale Slittino, dapprima come membro della commissione che si occupava delle piste artificiali, nel 1985 venne eletto vicepresidente della FIL e nel 1994 succedette a Bert Isatitsch in qualità di presidente della federazione, incarico che lasciò poi nel 2020; pochi mesi dopo, in suo onore, una curva della celebre pista di Königssee venne rinominata Josef Fendt Kurve.

## Palmarès

### Olimpiadi
- 1 medaglia:
  - 1 argento (singolo a Innsbruck 1976).

### Mondiali
- 2 medaglie:
  - 2 ori (singolo a Königssee 1970; singolo a Königssee 1974).

### Europei
- 1 medaglia:
  - 1 argento (singolo a Königssee 1973).